# Linkiszki I
Linkiszki I – dawny zaścianek. Tereny, na których był położony, leżą obecnie na Białorusi, w obwodzie witebskim, w rejonie brasławskim, w sielsowiecie Opsa.

## Historia
W latach 1921–1939 zaścianek leżał w Polsce, w województwie nowogródzkim (od 1926 w województwie wileńskim) w powiecie brasławskim w gminie Dryświaty.
Według Powszechnego Spisu Ludności z 1921 roku zamieszkiwało tu 8 osób, wszystkie były wyznania rzymskokatolickiego i zadeklarowały polską przynależność narodową. Był tu 1 budynek mieszkalny. W 1931 w 2 domach zamieszkiwało 9 osób.
Miejscowość należała do parafii rzymskokatolickiej w Dryświatach. W 1933 podlegała pod Sąd Grodzki w Turmoncie i Okręgowy w Wilnie; właściwy urząd pocztowy mieścił się w Dryświatach.